# Bobbi Brown
Bobbi Brown (Chicago, 14 de abril de 1957)  é uma maquiadora profissional americana, autora e fundadora da Bobbi Brown Cosmetics. Ela criou dez batons em tons naturais que, segundo o Empreendedor, “revolucionaram a indústria da beleza”. Ela escreveu nove livros sobre beleza e bem-estar.
Depois de deixar a Bobbi Brown Cosmetics, em 2016, ela lançou a Beauty Evolution, LLC e foi certificada como treinadora de saúde pelo Institute for Integrative Nutrition. Bobbi Brown também iniciou uma linha de produtos de bem-estar inspirados na beleza. Ela é curadora de um site editorial. Ela e seu marido Steven Plofker reinventaram o The George, um hotel boutique de 32 quartos localizado em Montclair, Nova Jersey.

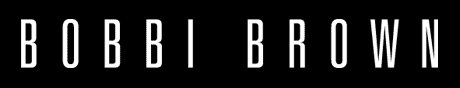
Logotipo da Bobbi Brown Cosmetics

## Biografia
Bobbi Brown nasceu em Chicago, Illinois, Estados Unidos, em uma família judia, e se formou no Emerson College, em Boston, em maquiagem teatral e fotografia. Em 1980, mudou-se para Nova York para trabalhar como maquiadora profissional. Bobbi ficou conhecida por um estilo de maquiagem que incluía tons moderados e naturais, o que contrastava fortemente com as cores vivas da época.
Ela e uma farmacêutica de drogaria criaram uma linha de dez batons com pigmento bege. Em 1991, Brown e seu marido fizeram parceria com outro casal para lançar a marca Bobbi Brown Essentials, que estreou na Bergdorf Goodman, em Nova York. Estée Lauder comprou a empresa em 1995, mantendo Brown como funcionária. Em outubro de 2016, Bobbi deixou a empresa.
Seu trabalho já foi capa de revistas como Elle, Vogue, Self e Town &amp; Country.
Bobbi Brown recebeu o prêmio Glamour Woman of the Year, o prêmio Fashion Group International Night of Stars Beauty e o prêmio humanitário ROBIE da Fundação Jackie Robinson. Ela foi nomeada pelo presidente Obama para o Comitê Consultivo para Política Comercial e Negociação e foi incluída no Hall da Fama de Nova Jersey. Ela possui doutorado honorário da Montclair State University, Fashion Institute of Technology, Monmouth University e Emerson College. Após o lançamento de sua segunda empresa de maquiagem, em 2020, a Allure rotulou Bobbi Brown como "a santa padroeira mundial da 'maquiagem natural'".

## Linhas cosméticas

### Fundamentos de Bobbi Brown
Em 1990, Bobbi Brown trabalhou com uma química para criar dez tons naturais de batom. Em 1991, os dez tons estrearam sob o nome Bobbi Brown Essentials, na Bergdorf Goodman. Ela esperava vender 100 em um mês, mas em vez disso vendeu 100 em um dia. No ano seguinte, ela lançou bastões de base em tons amarelos. Estée Lauder Companies Inc. comprou Bobbi Brown Essentials em 1995, mas Bobbi Brown manteve o controle criativo da linha de maquiagem.
Em 2011, a primeira loja independente da Bobbi Brown Cosmetics foi inaugurada em Auckland, Nova Zelândia, com uma escola de maquiagem nos fundos do prédio. Em 2012, estimou-se que seus cosméticos representavam aproximadamente dez por cento das vendas totais da Estée Lauder Companies. Em janeiro de 2014, havia aproximadamente trinta lojas independentes de cosméticos Bobbi Brown.
Em dezembro de 2016, foi anunciado que Bobbi Brown deixaria a empresa até o final do ano. Depois disso, ela continuou criando novas linhas e participando da indústria da beleza por meio de outros projetos como podcasts de beleza, uma MasterClass de maquiagem, e seu site JustBobbi.com.

### Estrada Jones
No final de outubro de 2020, Bobbi Brown lançou sua segunda marca de beleza, Jones Road. O lançamento marcou 25 anos desde que ela vendeu sua linha original para a Estée Lauder. Foi descrita como uma marca de “beleza limpa”. De acordo com o Yahoo, que analisou a linha, essa “abordagem fica evidente na oferta da marca: uma edição com curadoria de maquiagem e cuidados com a pele que não sobrecarrega”. Suas ofertas originais incluíam bálsamos, cremes hidratantes, máscaras, glosses, lavagens, sombras e lápis para os olhos. Eles também foram vendidos em combinação em um kit inicial.

### Outras linhas de produtos
Bobbi Brown tem uma coleção de fragrâncias e, em 2013, fez uma colaboração com Safilo Group SpA para uma coleção de óculos. Ela é consultora criativa da Lord &amp; Taylor.

## Evolução 18
Em 2019, ela fundou a Evolution_18, uma “linha de bem-estar inspirada no estilo de vida”. Os produtos que ela desenvolveu para a linha incluíam suplementos, colágeno e comprimidos efervescentes, e eram vendidos em lojas como o Walmart.

## Hotel George
Em 2015, Bobbi Brown e seu marido adquiriram uma pousada histórica localizada em Montclair, Nova Jersey, que foi construída como residência privada em 1902. Tornou-se o Georgian Inn na década de 1940, e depois de comprá-lo, reformaram a propriedade e a renomearam como George Hotel. O hotel foi inaugurado em 2018 e dispõe de 32 quartos.

## 18 Label
Bobbi Brown foi cofundador da 18 Label, um estúdio de cinema e televisão com sede em Nova Jersey. As redes que filmaram em estúdio incluem CNBC, BSTV, e Food Network. O estúdio está localizado no The Annex (também cofundado por Bobbi), um estúdio e centro de eventos de 11.000 pés quadrados.
Bobbi Brown apareceu em séries da Food Network, incluindo The Kitchen.

## Trabalho de mídia

### Trabalho editorial
Bobbi Brown é a editora de beleza e estilo de vida de Elvis Duran e do Morning Show. Ela fez parceria com Duran para produzir um "bronzeador Elvis Duran" como parte de sua linha de cosméticos. Bobbi atuou como editora-chefe do Yahoo Beauty, de fevereiro de 2014 a fevereiro de 2016. Um encontro casual com a avó de um produtor do Today da NBC levou a uma temporada de 12 anos como consultora de beleza regular no programa. Bobbi Brown também escreveu colunas para PureWow, Naturally e Danny Seo.

### Livros
| Ano  | Título | Número de livro padrão internacional |
| ---- | --- | ------------------------------------ |
| 1995 | Beleza de Bobbi Brown: o recurso definitivo | (ISBN 0-446-58134-8 )                |
| 2000 | Bobbi Brown Teenage Beauty: tudo o que você precisa para ficar bonita, natural, sexy e incrível com Annemarie Iverson, best-seller do New York Times | (ISBN 0-06-095724-7 )                |
| 2002 | Evolução da beleza de Bobbi Brown: um guia para uma vida inteira de beleza                                                                           | (ISBN 0-06-008881-8 )                |
| 2007 | Bobbi Brown Beleza Viva | (ISBN 0-8212-5834-6 )                |
| 2008 | Manual de maquiagem Bobbi Brown: para todos, do iniciante ao profissional                                                                            | (ISBN 0-446-58134-8 )                |
| 2010 | Regras de beleza de Bobbi Brown | (ISBN 0-811-87468-0 )                |
| 2012 | Bobbi Brown muito poderosa com Sara Bliss | (ISBN 0-811-87704-3 )                |
| 2014 | Tudo Olhos com Sara Bliss | (ISBN 978-1-4521-1961-8 )            |
| 2017 | Beleza de dentro para fora |                                      |

## Ativismo
A Bobbi Brown Cosmetics lançou a campanha Pretty Powerful para Mulheres e Meninas no Dia Internacional da Mulher de 2013. A Pretty Powerful apoia organizações que buscam capacitar mulheres por meio de programas de treinamento em habilidades profissionais e meninas por meio da educação. Os beneficiários até o momento incluem a Dress for Success (da qual Bobbi Brown é ex-membro do conselho), a Broome Street Academy High School e o Girl Rising Fund.
Ela foi reconhecida como uma das 100 mulheres da BBC, em 2015.

## Vida pessoal
Bobbi Brown casou-se com Steven Plofker, em 1988 e juntos têm três filhos. A família mora em Montclair, Nova Jersey. Ela passa os verões em Sag Harbor, nos Hamptons, Nova York.